# Кісткотрус
«Кісткотрус» (англ. Boneshaker) — науково-фантастичний роман американської письменниці Шері Пріст, який поєднує жанр стимпанк із зомбі в альтернативній історії Сіетла, штат Вашингтон. Він був номінований на премію «Неб'юла» за найкращий роман 2009 року та премію Г'юго 2010 року за найкращий роман. У 2010 році він отримав премію «Локус» за найкращий науково-фантастичний роман.

## Сюжет
На початку Громадянської війни в Америці чутки про золото в Клондайку привели потенційних старателів до північно-західної частини Тихого океану Північної Америки. Стурбовані російські інвестори доручають американському винахіднику Левиту Блу створити машину, яка може добувати шахти крізь лід Аляски, що належить Росії. Натомість «Неймовірний буровий двигун Bone-Shaking Drill Engine» (або скорочено «Кісткотрус», названий на честь велосипедів boneshaker тієї епохи) від Блу руйнує кілька кварталів у центрі Сіетла та випускає підземну вену «бідного газу», який вбиває кожного, хто ним дихає. перетворює деякі трупи на гниликів (не надприродних зомбі). Для утримання газу в постраждалій частині міста зведено стіну. Левита Блу ніде не знайдено.
Через шістнадцять років дружина і син Левита, Бріар і Зік (Єзекіель) Вілкс, живуть на бідних околицях колишньої метрополії. Життя складне, але Бріар вдається підтримувати себе та Зіка, працюючи на фізично важкій роботі синього комірця з очищення води. Одного разу Зік потрапляє в отруйне місто в пошуках доказів того, що його батько невинний у навмисному знищенні. Бріар має намір йти слідом, але під час землетрусу руйнується дренажний отвір. Потім через стіну її перевозить капітан дирижабля, неприродно високий капітан Клай. Тим часом Зік зустрічає Руді, чоловіка, який стверджує, що він лейтенант з високими нагородами. Руді каже Зіку, що він може привести його до колишнього будинку його батьків. Вони зустрічають індіанську жінку на ім'я принцеса Анджеліна, яка легко ранить Руді, але їм вдається втекти від неї.
На Бріар нападають гнилики, що змушує її тікати на дах будівлі, де її рятує Джеремайя Свахаммер і його Дузі Дазер. Він приводить її до бару, названого на честь її покійного батька, де вона знайомиться з людьми, зокрема з барменом Люсі О'Ганнінгом. На бар нападають гнилики, змушуючи його відвідувачів відступити. Пізніше з'ясовується, що чоловік на ім'я Міннеріхт спричинив напад гномів. Люсі веде Бріар на зустріч з Міннеріхтом, якого дехто вважає Левитом Блу. Бріар, однак, сумнівається в цьому. Невідомо для неї, Міннеріхт взяв Зіка в заручники. Між людьми Міннеріхта і Свахаммера, Люсі та індіанською принцесою спалахує битва. Ця битва приваблює гниликів, ускладнюючи зусилля Бріар возз'єднатися з сином і виїхати з небезпечного району Сіетла.
Свахаммера знаходить Бріар непритомною і в критичному стані. Вона намагається змусити Міннеріхта допомогти їй, що призводить до палкої суперечки, в якій Бріар відрікається від того, що він Левит, і насміхається з нього. Небачена для Міннеріхта, індійська принцеса стоїть за його спиною, і поки Бріар відволікає його, вона підходить, перерізає йому горло, вбиваючи його в помсту за самогубство її дочки Сари, до якого він її довів (Міннеріхт був чоловіком Сари, що робило його зятем Ангеліни).
Всі возз'єднуються і тікають на поверхню. Зрештою, Бріар приводить Зіка до їхнього з Левитом старого будинку і розповідає, що вона вбила Левита Блу багато років тому, коли він намагався втекти з Сіетла на своєму «Кісткотрусі». Бріар показує муміфіковане тіло Блу, яке все ще знаходиться всередині Кісткотруса, своєму сину. Зік запевняє, що не тримає зла на матір за вбивство чоловіка, і вони обіймаються, перш ніж піти грабувати те, що залишилося від колишньої резиденції Блу.

## Персонажі
- Бріар Вілкс Блу — одна з двох головних героїнь роману, разом зі своїм сином Єзекіїлем. Їй 35 років, вона живе зі своїм сином на Околиці. Вона вдова Левіта Блу, творця титульного «Кісткотруса», і живе з поганою репутацією того, що його експерименти зробили з Сіетлом. Через це, а також через те, що чоловік одружився з нею через молодість і красу, а не через справжнє кохання, Бріар називає себе і здебільшого згадується за своїм дівочим прізвищем Вілкс. Її покійний батько Мейнард вважається народним героєм у Сіетлі та серед молоді на околицях, але Бріар має дуже змішані почуття до свого батька. Бріар кмітлива, винахідлива, вперта (особливо, коли вона чогось прагне) і не боїться висловлювати свою думку. Її головна мета повернення до міста — знайти і повернути сина, який переконаний у невинуватості свого батька. Наприкінці роману Бріар зізнається, що вбила чоловіка, аби не дати йому втекти з Сіетла на «Кісткотрусі». Її син не тримає на неї зла за це, і вони обіймаються.
- Єзекіїль Вілкс, якого зазвичай називають Зік, є одним з двох головних героїв роману разом зі своєю матір'ю Бріар. Йому 15 років, і він живе з матір'ю на околиці. Єдиний син Бріар і Левита Блу, Зік ненавидить те, як ставляться до його матері через репутацію його покійного батька. Він вважає, що батько не навмисно спричинив вибух блайтового газу, і вирушає до Сіетла, щоб довести це. Зік винахідливий і впертий (як і його мати), але часом буває наївним. Він, як і багато молодих людей на околицях і в Сіетлі, вважає свого дідуся Мейнарда героєм (на досаду матері). Наприкінці роману він дізнається, що мати вбила його батька, щоб не дати йому виїхати з Сіетла на «Кісткотрусі», але він не гнівається на неї за це, і вони обіймаються.
- Левит Блу (якого Бріар називає Леві) — творець «Неймовірного дриля доктора Блу», або «Кісткотусового двигуна», який спричинив вибух гнилісного газу. Він — покійний чоловік Бріар і покійний батько Єзекіїля. Блу виграв конкурс і отримав кошти на створення машини, яка б видобувала золото з глибин Клондайку, і, таким чином, створив для цього завдання Боуншакера. Під час тестового запуску машина зруйнувала значну частину Сіетла, вбила тисячі людей і випустила в повітря отруйний газ. Блу стверджував, що це був нещасний випадок, а його син намагається довести невинність батька. Однак наприкінці роману з'ясовується, що Блу зберігав у підземеллі карти банків Сіетла, а Бріар знайшола у його лабораторії мішки з грошима з цих банків. Блу був убитий Бріар після того, як спробував втекти з Сіетла на «Кісткотрусі» після його знищення, а його труп був залишений всередині машини, де його знайшли вдова і син.
- Мейнард Вілкс — батько Бріар, дід Єзекіїля і тесть Левита. Він дуже не схвалював шлюб Бріар з Левитом, оскільки той був удвічі старший за неї, і Бріар відрізала себе від нього через це. Він був у в'язниці під час вибуху, і був головним відповідальним за порятунок і звільнення в'язнів. Він загинув під час цього порятунку і був похований на задньому дворі свого колишнього будинку. За цей порятунок Сіетл і молодь околиць вважали його героєм, а його особистість отримала захист Браяра і Зіка в Сіетлі.
- Принцеса Анджеліна, яку часто називають принцесою, — корінна американська принцеса, яка живе в Сіетлі. Вона груба, жорстка, прямолінійна і безглузда жінка, яка допомагає (по-своєму) і захищає тих, хто її оточує. Здається, що люди також її бояться. Вона люто ненавидить доктора Міннеріхта і хоче його вбити, і їй це вдається з допомогою Бріар. Після того, як вона це робить, з'ясовується, що Міннеріхт був одружений на її дочці Сарі, і його вбивство було помстою за те, що він довів Сару до самогубства.
- Джеремайя Свахаммер — перша людина, яку Бріар зустрічає в Сіетлі, Свахаммера можна впізнати за його масивною статурою, характерним голосом, бронежилетом, виготовленим на замовлення, і фірмовою зброєю — «Дузі Дейзером» (ласкаво прозваним «Маргариткою»). Він добросердий і захисний, і є одним з найкращих бійців у романі, якщо не найкращим. Наприкінці роману Свахаммера смертельно поранив Міннеріхт, коли той підняв проти нього зброю, і про його подальшу долю нічого не відомо.
- Люсі О'Ганнінг — власниця підпільного бару під назвою Maynard's (названого на честь батька Бріар) у Сіетлі. Вона відома завдяки своїй єдиній механічній руці зі знімним арбалетом та милим, материнським манерам поведінки. Вона любить і захищає своїх відвідувачів бару, і особливо любить Браяра, до якого звертається з ніжністю. До вибуху вона володіла баром разом зі своїм чоловіком Чарлі. Її чоловік обернувся, і вона втратила руку після того, як він її вкусив, а іншу руку вона втратила під час вибуху печі. Її механічна рука була зроблена Міннеріхтом, і він доглядає за нею (незважаючи на те, що він прикріпив її без її згоди). Вона дуже боїться Міннеріхта, але наприкінці роману очолює революцію проти нього.
- Доктор Міннеріхт — «закон і порядок» Сіетла після вибуху сірчистого газу. Він дуже владний, має велику кількість підлеглих і робить мешканців Сіетла зобов'язаними йому. Щоразу, коли мешканці незадоволені ним, він нацьковує на них гниль. Він ніколи не знімає маску, а під нею його обличчя сильно вкрите шрамами від опіків. Мешканці вважають його доктором Левитом Блу, і навіть Єзекіїль (якого він бере в заручники), але Бріар твердо переконана, що він бреше. Наприкінці роману, після захоплення Бріар і Зіка в заручники, мешканці Сіетла піднімають проти нього повстання. Він смертельно ранить Джеремайю Свахаммера, але його вбиває принцеса Анджеліна за допомогою Бріар. Після його смерті з'ясовується, що насправді його звуть Джо Фостер і він був чоловіком доньки принцеси Анджеліни — Сари. Він довів свою дружину до самогубства і вкрав винаходи Левіта, щоб видати себе за давно померлого вченого.
- Капітан Клай — капітан корабля «Наама Дарлінг» зі своєю командою, Родімером і Фангом. Він бере Бріар до Сіетла, щоб знайти Зіка. Він і його брат були відповідальні за повернення померлого Мейнарда додому після того, як він звільнив їх з в'язниці, і відчуває, що він у боргу перед Бріар за це. Він вивозить Браяр і Зіка з міста, а як оплату запрошує їх пограбувати Блакитний дім, і той приймає пропозицію.
- Кроґґон Гейні, якого зазвичай називають просто Кроґ, — капітан «Вільного ворона». Саме він веде Бріар до Клай, щоб відвезти її до Сіетла. Він ввічлива людина і любить свій корабель. Він зустрічає Зіка після нападу на корабель капітана Брінка і намагається врятувати його. Востаннє його бачать на борту «Наама Дарлінг» після того, як з'ясовується, що капітан Брінк вкрав у нього «Вільного ворона» (який, за іронією долі, спочатку вкрав Крог), і він отримує запрошення пограбувати Блакитний дім, на що погоджується.
- Руді, повне ім'я якого Алістер Мейхем Остеруде, — перша людина, яку зустрічає Зік, коли приїжджає до Сіетла. Це грубий алкоголік, який видає себе за нагородженого лейтенанта і володіє пістолетом, замаскованим під тростину. Вони з Зіком розлучаються після нападу гнид, а принцеса Анджеліна викриває його в дезертирстві. Його кусають гнильці, і Зік та Анджеліна залишають його напризволяще.

## Авторський задум
«Кісткотрус» є першим романом у «Годинниковому механізмі століття» Пріст. Вона підтвердила, що з «Кісткотрус» вона прагнула створити літературний магнум опус для руху стімпанку, заявивши, що «Стімпанк, я думаю, шукав це протягом деякого часу».

## Адаптації
«Кісткотрус» був адаптований як GraphicAudio Дугом Кренцліном. Режисером та зіграв Коллін Делані, він вийшов 1 травня 2014 року (ISBN 978-1-62851-058-4).
Hammer Film Productions разом із Cross Creek Pictures і Exclusive Media Group придбали права на фільм, а Джон Гіларі Шеферд пише сценарій.

## Відгуки
Мері Енн Квінн у Seattle Times написала:
34-річна Пріст - мешканка Капітолійського пагорба, яка розважається прогулянкою по кладовищу Лейквью в Сіетлі, збираючи імена ХІХ століття для своїх персонажів. Вона витратила час і думки на побудову внутрішньої логіки стімпанкового світу «Кісткотруса». ...Думаю, я народилася на 30 років раніше для стімпанку, але я його розумію. Техніка, яку можна зрозуміти. Круті вікторіанські нитки. І лиходії, оповиті парою, багато пари.
Девід Барнетт в The Independent написав:
Зважаючи на нинішнє захоплення потворною нежиттю, «Кісткотрус» міг би легко стати черговим зомбі-трилером. Але хоча «гнилики», як їх називають у Сіетлі, є постійною загрозою, їм ніколи не загрожує небезпека втрутитися в чудову побудову світу та персонажів. А це означає, що захопливий «Кісткотрус» переживе припливи і відпливи моди та піджанрів у широкій церкві наукової фантастики.
Елейн Галлахер із Fiddlehead in Interzone написала:
Оповідання «Годинникового механізму століття» вирізняються сильними жіночими персонажами... Мова Пріста, з іншого боку, здається цілком доречною в умовах Громадянської війни в США, і я знайшов «Фідлхед» та інші оповідання «Годинникового механізму століття» такими, що повністю занурюють у атмосферу.